# 마거릿 보퍼트
마거릿 보퍼트(Lady Margaret Beaufort, 1443년 5월 31일 – 1509년 6월 29일)는 잉글랜드 플랜태저넷 왕가의 방계 종친으로 튜더 왕가의 시조인 헨리 7세의 어머니이자 헨리 8세의 할머니이다. 장미전쟁의 주요 인물 중 한 명이었으며 아들을 왕위에 올리는데 큰 힘이 되었다.

## 탄생
1443년 베드퍼드셔의 블렛소성에서 태어났다. 아버지는 제3대 서머싯 백작 존 보퍼트로 에드워드 3세의 넷째아들인 랭커스터 공작 곤트의 존의 손자이고 어머니는 블렛소의 마거릿 보챔프이다. 곤트의 존의 아이들은 그가 그의 정부였던 캐서린 스윈퍼드와 결혼하기 전에 태어났다. 그의 후처였던 카스티야의 콘스탄차가 사망하자 1396년 정식으로 캐서린 스윈퍼드와 결혼했다. 1397년 리처드 2세의 결정으로 인해 캐서린의 소생들이 적출로 인정되었다. 보퍼트 가문의 정통성은 항상 불안정했고 나중에 튜더 왕가의 왕권을 뒤흔들게 하는 원인 중 하나를 제공했다.

## 유년기
1세 때인 1444년 아버지 존 보퍼트가 사망했다. 당시 어머니인 마거릿 보챔프는 임신 중이었으나 사산하면서 마거릿은 막대한 영지를 물려받은 보퍼트 가문의 유일한 상속녀가 되었다. 후견인으로는 왕의 명령에 따라 제1대 서퍽 공작 윌리엄 드 라 폴이 결정되었다. 남편을 잃은 마거릿 보챔프는 곧 제6대 웰즈 남작 라이오넬 드 웰즈와 재혼했으나 딸 마거릿을 후견인에게 보내지 않고 함께 지내며 그녀를 직접 양육했다.

## 결혼 협약

### 첫 결혼
1450년 1월 27일 7세 때 후견인인 윌리엄 공의 아들 존 드 라 폴과 결혼했다. 그러나 이 결혼은 국왕인 헨리 6세의 명령에 따라 11일 뒤인 2월 7일 무효가 되었다.

### 재혼
1455년 11월 1일 12세 때 리치먼드 백작인 에드먼드 튜더와 결혼했다. 헨리 5세가 사망한 뒤 그의 왕비였던 발루아의 캐서린이 오언 튜더와 재혼하여 낳은 에드먼드는 헨리 6세의 씨다른 아우이다. 헨리 6세는 에드먼드에게 왕위 계승권과 막대한 재산을 지닌 상속녀를 안기려 했고, 결과로 마거릿의 첫 결혼을 무효화하고 그녀를 에드먼드와 결혼시킨 것이다.

그러나 장미 전쟁 당시 씨다른 형 헨리 6세와 아내 마거릿이 속한 랭커스터가를 지지하던 리치먼드 백작 에드먼드는 요크가의 포로가 되었고, 결혼한 지 1년 뒤인 1456년 11월 흑사병으로 사망했다. 당시 임신 7개월 몸이던 마거릿은 1457년 1월 28일 그녀의 유일한 자녀인 헨리 튜더를 출산했다. 산모가 만 14세에 못 미치는 작은 체구였기에 산모, 아들 둘 다 사망할 뻔 했고, 이는 그 뒤 셋째, 넷째 결혼에서 불임의 원인이 됐다.

헨리의 왕위 계승권을 강하게 의식한 마거릿은 아들을 낳으면 아버지나 조부의 이름을 붙이던 당시의 관행을 버리고 국왕들의 이름인 ‘헨리’를 선택했다. 또한 아들을 낳으면 당대 유력자에게 보내 공부시키던 관습과 달리 영지인 펨브로크성에서 함께 지내며 직접 훈육했다.

### 셋째 결혼
13세의 어린 과부가 된 마거릿은 자신과 아들의 재산과 권리가 위협 당하는 처지에 놓이자 1462년 1월 3일 당대의 유력자인 1대 버킹엄 공작 험프리 스태포드의 아들 헨리 스태포드 경과 재혼하였다. 에드먼드 튜더와의 결혼 이후 마거릿은 더 이상 자녀를 낳지 못했지만 두 부부 사이의 관계는 화목하고 조화로웠던 것으로 기록되어 있다. 1461년 오랜 전쟁 끝에 요크 파가 승리를 거두어 에드워드 4세가 첫 요크가의 왕으로 등극하고, 1471년 헨리 6세가 후사 없이 사망하자 헨리 튜더는 랭커스터 왕가에서 가장 유력한 왕위 계승 후보자가 되었다. 아들의 정치적 지위가 높아짐과 동시에 위협이 가해지자 위기를 느낀 마거릿은 14세의 헨리 튜더를 그의 숙부 재스퍼 튜더와 함께 브르타뉴로 보내 후일을 도모하도록 하였다.

### 넷째 결혼
1471년 남편 헨리 경이 사망하자 마거릿은 1472년 제2대 스탠리 남작 토머스 스탠리(후에 초대 더비 백작)와 재혼하였다. 요크 왕가 지지자였던 스탠리 남작과의 결혼은 철저히 정치적이고 정략적인 것이었으나 스탠리 남작이 리처드 3세의 즉위 이후 태도를 바꾸어 랭커스터가와 아내의 아들인 제2대 리치먼드 백작 헨리 튜더를 지지하기 시작하면서 둘의 관계는 강력한 정치적 동맹자 관계로 발전하였다. 조카들을 죽이고 왕위에 올랐다는 오명 탓에 리처드 3세의 정치적 기반과 권위가 크게 훼손되자 마거릿은 아들 리치먼드 백작을 왕위에 올릴 것을 다짐하고 지지자를 끌어모았다. 맨 먼저 남편 스탠리 남작을 포섭하는 데 성공한 마거릿은 리처드 3세의 치세를 부정적으로 받아들이고 있던 전 왕비 엘리자베스 우드빌과 그녀의 딸들에게 접근하여 비밀리에 자신의 아들 리치먼드 백작과 엘리자베스 우드빌의 장녀 요크의 엘리자베스의 결혼을 약속하고 동맹 관계를 구축하였다. 비록 헨리 튜더가 브르타뉴에서 영국으로 침공하는 데 실패하면서 이 같은 첫 번째 반란은 곧 진압되고 마거릿 본인 또한 사권박탈을 당한 뒤 유폐되는 처지에 놓였으나 이후의 침공이 성공, 보즈워스 전투에서 리처드 3세가 전사하면서 리치먼드 백작은 비로소 헨리 7세로 즉위하고 튜더 왕가를 열었다. 헨리 7세는 의부 스탠리 남작에게 자신을 왕위에 올린 공으로 더비 백작위를 수여하였다.

## 말년
헨리 7세가 왕위에 오르자 마거릿은 궁정 내에서 My Lady the King's Mother라는 특별한 칭호로 불렸다. 아들이 왕이 되지 않았다면 여왕이 되었을 자신의 위치를 강하게 의식한 마거릿은 에드워드 4세의 왕비였던 엘리자베스 우드빌이나 며느리인 요크의 엘리자베스보다 덜한 대우를 받는 것을 거부하였고, 실제로 여왕에 준하는 대우를 받았다. 왕비의 의복과 같은 수준의 옷을 입고, 왕비와 걸을 때 반 박자만 느리게 뒤따랐다. 그러나 마거릿은 엘리자베스가 허락하는 것 이상은 할 수 없었다. 왕비로서 엘리자베스는 모든 법적 권한 및 결혼관계를 통해 백작 부인인 마거릿보다 우위에 있었다. 때로 마거릿은 여왕(Regina)을 상징하는 'R'을 자신의 이름에 붙인 'Margaret R'이라는 서명을 사용하기도 하였다.
1487년 전 왕의 부인 엘리자베스 우드빌이 궁정을 떠난 것이 마거릿의 영향 때문이었다는 설이 있으나 확실하지 않다. 마거릿은 높은 교육 수준과 종교적 열정으로 유명했고, 헨리 7세는 어머니에게 헌신적이었던 것으로 알려져 있다. 1509년 4월 21일 헨리 7세가 사망하면서, 유언 집행인으로 마거릿을 임명한다. 마거릿은 아들의 장례식과 손자의 대관식을 주관하였다. 아들의 장례식에서 마거릿은 다른 모든 왕족 여성들보다 우선시되었다.
마거릿의 정치적 능력을 신뢰했을 뿐 아니라 자신이 왕위에 오르기까지의 그녀의 노력에 대해 감사하는 마음을 갖고 있던 헨리 7세는 마거릿이 정치에 관여하는 것을 옹호하였고, 또한 마거릿의 네 번째 남편인 토머스 백작이 아직 살아 있었음에도 불구하고 그녀가 당대의 많은 아내들처럼 남편에게 종속되지 않고 독립된 삶을 살 수 있도록 조처하였다. 세 번째 남편 헨리 경이 사망한 이후로 수도복을 입으며 종교적인 삶을 살았던 마거릿은 신앙이 매우 독실하였으며, 손자의 아내가 아라곤과 카스티야 연합왕국의 가톨릭왕 부부인 페란도(카스티야 명예왕 페르난도)와 이사벨의 딸인 카탈리나가 선택된 것에 대해 매우 기뻐하였다고 한다.
마거릿은 아들 헨리 7세보다 두 달 뒤인 1509년 6월 29일에 사망하였다. 실제로 마거릿이 가장 부부다운 생활을 함께 했던 남편은 세 번째 남편인 헨리 경이었으나, 두 번째 남편인 에드먼드 튜더의 건국 시조라는 위치를 의식한 마거릿은 에드먼드 튜더와 함께 묻히기를 소망하여 웨스트민스터 사원의 그의 곁에 안장되었다.

## 업적
1497년 마거릿은 윔본(Wimborne, Dorset)의 평민들을 위한 무료 학교를 세우겠다고 발표했다. 1509년 마거릿의 사망한 해 윔본 그래머 스쿨(Wimborne Grammar School, 현재는 퀸 엘리자베스 스쿨)이 설립되었다.
1502년에 케임브리지 대학에 레이디 마거릿 신학 교수직(the Lady Margaret's Professorship of Divinity)을 신설했다.
1505년에는 케임브리지 내의 God’s House를 왕실의 인가를 받아 크라이스트 컬리지(Christ's College)로 확장하여 다시 열었다. 마거릿은 이 학교의 설립자로 예우 받고 있다. 이 학교 건물 중 하나에는 그녀의 사인이 새겨져 있다. 1511년에는 케임브리지내에 세인트 존 컬리지(St. John's College, Cambridge)가 그녀의 유산으로 설립되었는데, 그녀 자신이 직접 명령한 것일 수도 있고, 사제인 성 요한 피셔(St. John Fisher)가 제의한 것일 수도 있다. 이 학교가 건립되면서 그녀가 서포크의 그레이트 브레들리 근처에 소유했던 땅을 성요한이 물려 받았다. 크라이스 컬리지와 세인트 존 컬리지의 홀에는 그녀의 초상이 성요한의 초상과 함께 걸려있다. 이 두 학교는 마거릿 보퍼트의 문장과 좌우명을 학교의 상징으로 사용하고 있다. 또한 크라이스트 걸리지의 레이디 마거릿 소사이어티와 보퍼트 클럽, 세인트 존 컬리지의 마거릿 보트 클럽은 모두 그녀의 이름을 따서 지은 것이다.
옥스포드 내 최초의 여성 대학인 레이디 마거릿 홀은 그녀를 기리기 위해 지은 이름이다.
베드포드셔의 리즐리에 있는 마거릿 보퍼트 중학교 (전 Margaret Beaufort County Secondary Modern School)의 이름은 그녀의 이름에서 온 것이다.

## 조상
부계로 마거릿 보퍼트는 존 보퍼트(John Beaufort, 1st Earl of Somerset)의 손녀이자, 곤트의 존(John of Gaunt, 1st Duke of Lancaster)과 그의 정부이자 세 번째 부인인 캐서린 스윈포드의 증손이며, 에드워드 3세의 고손녀이다.
곤트의 존이 캐서린과 결혼하면서 이 둘 사이에서 나은 아이들은 적출이 되지만, 한가지 조건이 있었다. 바로 왕위계승에서는 배제되는 것이었다. 마거릿의 아들인 헨리 7세 (그리고 잉글랜드, 브리튼, UK의 모든 왕위 계승자)는 곤트와 스윈포드의 후손이며, 헨리7세는 계승서열이 아닌 무력으로 왕위에 올랐다.

## 참고 문헌
- Jones, Michael K;, Underwood, Malcolm G. (1993). The King's Mother: Lady Margaret Beaufort, Countess of Richmond and Derby. Cambridge University Press.
- Richardson, Henry Gerald;, Osborne Sayles, George (1993). The English Parliament in the Middle Ages. Continuum International Publishing Group.
- Wood, Diana (2003). Women and religion in medieval England. Oxbow.
- Boutell, Charles (1863), A Manual of Heraldry, Historical and Popular, London: Winsor & Newton.